# Retter der Nation
Retter der Nation (Originaltitel: Carry On England) ist der 28. Film der Carry-On-Filmreihe.

## Inhalt
Es ist 1940 und die Luftschlacht um England ist in vollem Gange. Captain S. Melly ist einer der alten Schule. Doch nun soll er ein gemischtes Kommando führen: Männer und Frauen! Zudem sind diese mehr mit sich selber beschäftigt als mit dem Kampf gegen die Flugzeuge der Deutschen. Daraufhin möchte er dieses gemischte Experiment beenden. Das ruft jedoch den Widerstand seiner Untergebenen auf den Plan.

## Bemerkungen
Der Film kann aber nicht mehr an der Erfolg der anderen Beiträge der Reihe anknüpfen; wenngleich als Komödie konzipiert, war er nicht komisch. Drehbuch, Ausstattung und Darsteller konnten nicht überzeugen, zumal in diesem Film nur noch wenige der bekannten Stammdarsteller zu sehen waren.
Setzte man in den bisherigen Filmen Nacktheit der weiblichen Darsteller als eine Art Lockmittel ein, die zusätzlich zum Film geboten wurde, war die kaum vorhandene Handlung nur dazu da, um den peinlichen Nacktszenen einen vermeintlichen Sinn zu geben. Schauspielerin Carol Hawkins lehnte die ihr angebotene Rolle wegen der übertriebenen Nacktszenen sogar ab.
Das Konzept ging nicht auf und der Film floppte völlig an den Kinokassen. Zum Teil wurde der Film schon nach drei Tagen aus den Kinos genommen. Unter Fans gilt der Film als der schlechteste aller 30 Carry-On…-Filme.
Vorlage für den Film war die Fernsehserie Carry On Laughing!, deren Inhalt man für den Film erweiterte. Doch was offenbar in kleinerem Rahmen im Fernsehen funktionierte, war für die Leinwand untauglich. Nicht einmal die früher so gelungenen Namensschöpfungen gelingen den neuen Drehbuchautoren David Pursall und Jack Seddon, wie Captain S. Melly oder weibliche Nachnamen wie Willing und Able beweisen.
Julian Holloway hatte in diesem Film seinen achten und letzten Auftritt in der Reihe. Die eigentlich für Kenneth Williams gedachte Rolle des Brigadier wurde, da Williams verhindert war, von Peter Jones übernommen. Die Rolle der Gefreiten Ffoukes Sharpe sollte ursprünglich von Penelope Keith verkörpert werden, doch am Ende stellte Carry-on…-Stammspielerin Joan Sims diese Figur dar.

## Kritiken
- „Dürftige Klamotte aus der „Carry On“-Serie mit besonders abgeschmackten Gags und Pointen.“ – Lexikon des internationalen Films (CD-ROM-Ausgabe), Systhema, München 1997

## Medien

### DVD-Veröffentlichung
- Retter der Nation. Vom Ist-ja-irre-Team. MMP/AmCo 2006